# Самарская (шахта)

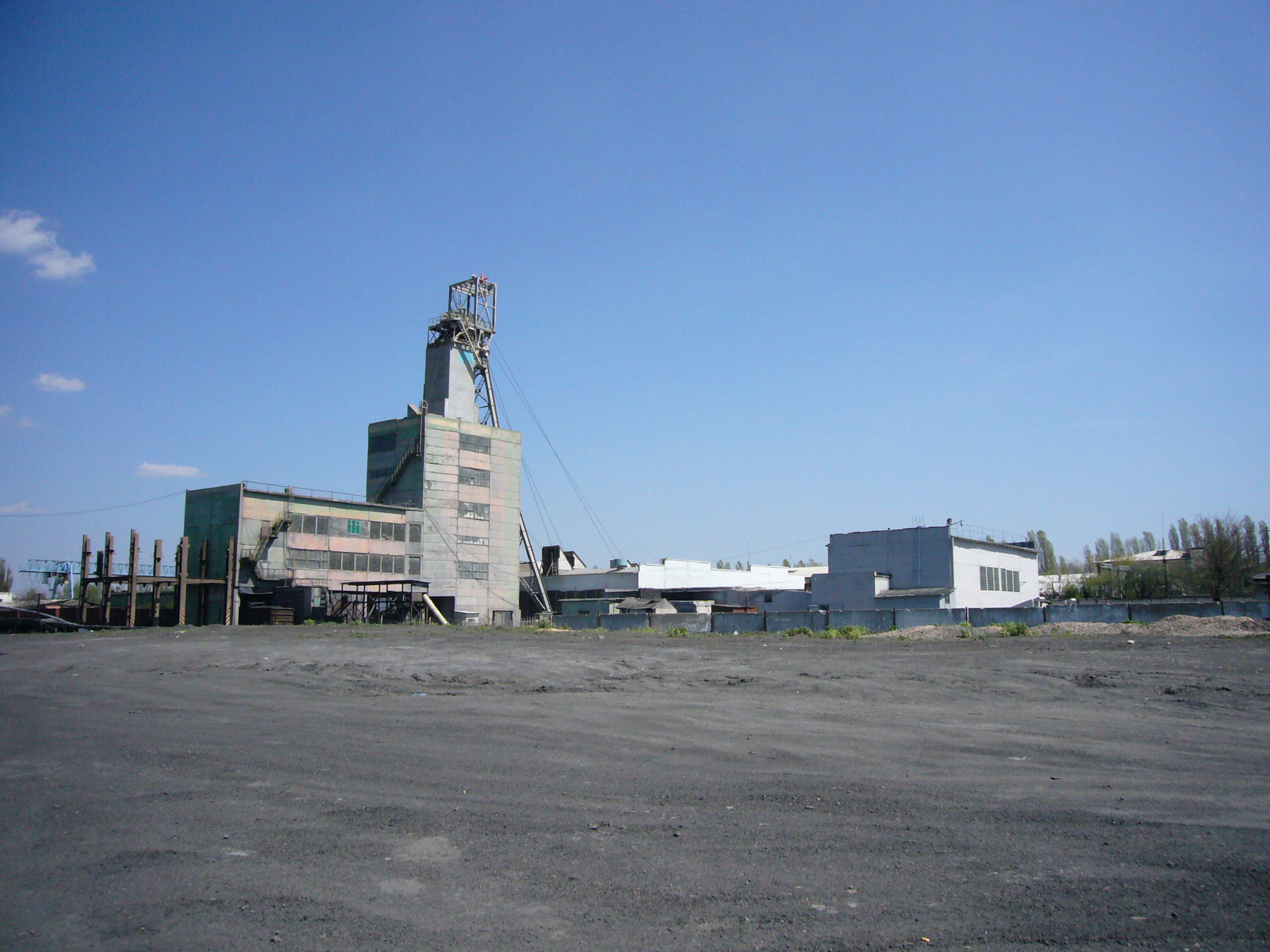

ОАО «Ша́хта „Сама́рская“» (укр. ДТЭК «Шахта «Самарська») — угледобывающее предприятие в городе Терновка Днепропетровской области (Украина), входит в ДТЭК «Павлоградуголь». Шахтоуправление "Терновское".

## История
Шахта «Самарская» была открыта 29 декабря 1972 года. Название шахта получила от протекающей рядом реки Самары.
После провозглашения независимости Украины шахта перешла в ведение министерства угольной промышленности Украины.
В марте 1995 года Верховная Рада Украины внесла шахту в перечень предприятий, приватизация которых запрещена в связи с их общегосударственным значением.
В 2003 году было добыто 1118 тысяч тонн угля.
Максимальная глубина работ 300 м (1990—1999). Протяжённость подземных выработок 115/122,7 км (1990/1999).
Количество работающих: 2600/2635 чел., в том числе под землёй 1953/1824 человек (1990/1999).
Шахтное поле раскрыто двумя вертикальными центрально-сдвоенными стволами. Рабочие горизонты: 200м, 250м, 300м.
Шахта отрабатывает пласты угля с1, с4, с5 мощностью 0,8—0,9 м. Углы залегания — 2—4 градуса. Пласты опасны по взрывам угольной пыли, ІІІ категория по метану. Количество действующих очистных забоев — 2, подготовительных 7. В очистных забоях используются механизированные комплексы КД-80, комбайны КА-200, в подготовительных — комбайны КСП32, П-110 и EBZ-160.

## Адрес
51500, с. Богдановка, Днепропетровская область, Украина. Ул. Горького 214